# Liste der Nummer-eins-Hits in den Niederlanden (2004)
Dies ist eine Liste der Nummer-eins-Hits in den Niederlanden im Jahr 2004. Sie basiert auf den Nederlandse Top 40 von Radio 538 (Singles) bzw. den von der GfK ermittelten Dutch Album Top 100 dieses Jahres.
In diesem Jahr gab es 15 Nummer-eins-Singles und 20 Nummer-eins-Alben.

## Singles
| ← 2003 ← | Liste der Nummer-eins-Hits in den Niederlanden | Liste der Nummer-eins-Hits in den Niederlanden | Liste der Nummer-eins-Hits in den Niederlanden | 2005 →                    |
| \| Zeitraum \| Wo. ges. \| Interpret \| Titel Autor(en) \| Zusätzliche Informationen \| \| (Zeitraum, Wochen auf Platz eins, Interpret, Titel, Autor[en], zusätzliche Informationen) \| \| \| \| \| \| ----------------------------------------------------------------------------------------- \| -------- \| ------------------------------------ \| --------------------------------------------------------------------------------------------------------------------------------------------------------------------------------- \| ------------------------- \| \| 20. Dezember 2003 – 13. Februar 2004 8 Wochen \| 8 \| Marco Borsato \| Afscheid nemen bestaat niet John O. C. W. Ewbank, Henri C. G. Han Kooreneef \| – \| \| 14. Februar 2004 – 20. Februar 2004 1 Woche \| 1 \| Treble \| Ramaganana Caroline A. Hoffman, Niña van Dijk, Djem van Dijk \| – \| \| 21. Februar 2004 – 5. März 2004 2 Wochen \| 2 \| Dinand Woesthoff \| Dreamer (Gussieʼs Song) Dinand Woesthoff \| – \| \| 6. März 2004 – 26. März 2004 3 Wochen \| 3 \| Marco Borsato & Do \| Voorbij Musik: John O. C. W. Ewbank; Text: Henri C. G. Han Kooreneef \| – \| \| 27. März 2004 – 23. April 2004 4 Wochen \| 4 \| Usher feat. Lil Jon & Ludacris \| Yeah! James Elbert Phillips, LaMarquis Jefferson, Jonathan H. Smith, Patrick Michael Smith, Christopher Brian Bridges, Sean Garrett \| – \| \| 24. April 2004 – 21. Mai 2004 4 Wochen \| 4 \| Eamon \| F**k It (I Donʼt Want You Back) Jonathan Eamon Doyle, Mark Passy, Kirk S. Robinson \| – \| \| 22. Mai 2004 – 11. Juni 2004 3 Wochen \| 3 \| Boris \| When You Think of Me Brett James Cornelius, Thomas Troy Verges \| – \| \| 12. Juni 2004 – 18. Juni 2004 1 Woche \| 1 \| Mario Winans feat. Enya und P. Diddy \| I Don’t Wanna Know Michael Carlos Jones, Chauncey Lamont Hawkins, Erick S. Sermon, Parrish Joseff Smith, Nicky Ryan, Roma Shane Ryan, Mario Winans, Eithne Pádraigín Ní Bhraonáin \| – \| \| 19. Juni 2004 – 23. Juli 2004 5 Wochen \| 5 \| Counting Crows & Bløf \| Holiday in Spain Adam Fredric Duritz, Abraham J. P. Peter Slager \| – \| \| 24. Juli 2004 – 23. September 2004 9 Wochen \| 9 \| O-Zone \| Dragostea din tei Dan Mihai Bălan \| – \| \| 24. September 2004 – 8. Oktober 2004 2 Wochen (insgesamt 4) \| 4 \| Marco Borsato & Ali B \| Wat zou je doen – live in de Kuip Musik: Antonius S. M. Dijkman, Ferry Gijsbertus van Leeuwen; Text: Ali Bouali \| – \| \| 9. Oktober 2004 – 22. Oktober 2004 2 Wochen \| 2 \| André Hazes \| Zij gelooft in mij Stephen Mathias Gibb; niederländischer Text: Johan Jozef Marcel Catteeuw \| – \| \| 23. Oktober 2004 – 5. November 2004 2 Wochen (insgesamt 4) \| 4 \| Marco Borsato & Ali B \| Wat zou je doen – live in de Kuip Musik: Antonius S. M. Dijkman, Ferry Gijsbertus van Leeuwen; Text: Ali Bouali \| – \| \| 6. November 2004 – 26. November 2004 3 Wochen \| 3 \| Lange Frans & Baas B & Ninthe \| Zinloos Musik: Bart Zeilstra, Daan Herweg; Text:Frans Christiaan Frederiks, Bart Zeilstra \| – \| \| 27. November 2004 – 24. Dezember 2004 4 Wochen \| 4 \| Ch!pz \| 1001 Arabian Nights Tony Cornelissen, Allan Eshuijs \| – \| \| 25. Dezember 2004 – 7. Januar 2005 2 Wochen \| 2 \| Men2B \| Bigger Than That Blair Nicholas Somerled Mackichan, Tyler James \| – \| |                                                |                                                | |                           |
| ← 2003 |                                                |                                                | | → 2005 →                  |
| Zeitraum | Wo. ges.                                       | Interpret                                      | Titel Autor(en) | Zusätzliche Informationen |
| (Zeitraum, Wochen auf Platz eins, Interpret, Titel, Autor[en], zusätzliche Informationen) |                                                |                                                | |                           |
| 20. Dezember 2003 – 13. Februar 2004 8 Wochen | 8                                              | Marco Borsato                                  | Afscheid nemen bestaat niet John O. C. W. Ewbank, Henri C. G. Han Kooreneef | –                         |
| 14. Februar 2004 – 20. Februar 2004 1 Woche | 1                                              | Treble                                         | Ramaganana Caroline A. Hoffman, Niña van Dijk, Djem van Dijk | –                         |
| 21. Februar 2004 – 5. März 2004 2 Wochen | 2                                              | Dinand Woesthoff                               | Dreamer (Gussieʼs Song) Dinand Woesthoff | –                         |
| 6. März 2004 – 26. März 2004 3 Wochen | 3                                              | Marco Borsato & Do                             | Voorbij Musik: John O. C. W. Ewbank; Text: Henri C. G. Han Kooreneef | –                         |
| 27. März 2004 – 23. April 2004 4 Wochen | 4                                              | Usher feat. Lil Jon & Ludacris                 | Yeah! James Elbert Phillips, LaMarquis Jefferson, Jonathan H. Smith, Patrick Michael Smith, Christopher Brian Bridges, Sean Garrett                                               | –                         |
| 24. April 2004 – 21. Mai 2004 4 Wochen | 4                                              | Eamon                                          | F**k It (I Donʼt Want You Back) Jonathan Eamon Doyle, Mark Passy, Kirk S. Robinson                                                                                                | –                         |
| 22. Mai 2004 – 11. Juni 2004 3 Wochen | 3                                              | Boris                                          | When You Think of Me Brett James Cornelius, Thomas Troy Verges | –                         |
| 12. Juni 2004 – 18. Juni 2004 1 Woche | 1                                              | Mario Winans feat. Enya und P. Diddy           | I Don’t Wanna Know Michael Carlos Jones, Chauncey Lamont Hawkins, Erick S. Sermon, Parrish Joseff Smith, Nicky Ryan, Roma Shane Ryan, Mario Winans, Eithne Pádraigín Ní Bhraonáin | –                         |
| 19. Juni 2004 – 23. Juli 2004 5 Wochen | 5                                              | Counting Crows & Bløf                          | Holiday in Spain Adam Fredric Duritz, Abraham J. P. Peter Slager | –                         |
| 24. Juli 2004 – 23. September 2004 9 Wochen | 9                                              | O-Zone                                         | Dragostea din tei Dan Mihai Bălan | –                         |
| 24. September 2004 – 8. Oktober 2004 2 Wochen (insgesamt 4) | 4                                              | Marco Borsato & Ali B                          | Wat zou je doen – live in de Kuip Musik: Antonius S. M. Dijkman, Ferry Gijsbertus van Leeuwen; Text: Ali Bouali                                                                   | –                         |
| 9. Oktober 2004 – 22. Oktober 2004 2 Wochen | 2                                              | André Hazes                                    | Zij gelooft in mij Stephen Mathias Gibb; niederländischer Text: Johan Jozef Marcel Catteeuw                                                                                       | –                         |
| 23. Oktober 2004 – 5. November 2004 2 Wochen (insgesamt 4) | 4                                              | Marco Borsato & Ali B                          | Wat zou je doen – live in de Kuip Musik: Antonius S. M. Dijkman, Ferry Gijsbertus van Leeuwen; Text: Ali Bouali                                                                   | –                         |
| 6. November 2004 – 26. November 2004 3 Wochen | 3                                              | Lange Frans & Baas B & Ninthe                  | Zinloos Musik: Bart Zeilstra, Daan Herweg; Text:Frans Christiaan Frederiks, Bart Zeilstra                                                                                         | –                         |
| 27. November 2004 – 24. Dezember 2004 4 Wochen | 4                                              | Ch!pz                                          | 1001 Arabian Nights Tony Cornelissen, Allan Eshuijs | –                         |
| 25. Dezember 2004 – 7. Januar 2005 2 Wochen | 2                                              | Men2B                                          | Bigger Than That Blair Nicholas Somerled Mackichan, Tyler James | –                         |

## Alben
| ← 2003 ← | Liste der Nummer-eins-Hits in den Niederlanden | Liste der Nummer-eins-Hits in den Niederlanden | Liste der Nummer-eins-Hits in den Niederlanden | 2005 →                    |
| \| Zeitraum \| Wo. ges. \| Interpret \| Titel \| Zusätzliche Informationen \| \| (Zeitraum, Wochen auf Platz eins, Interpret, Titel, zusätzliche Informationen) \| \| \| \| \| \| ------------------------------------------------------------------------------ \| -------- \| ----------------- \| -------------------------------- \| ------------------------- \| \| 18. Oktober 2003 – 16. Januar 2004 13 Wochen \| 13 \| Frans Bauer \| ’N ons geluk \| – \| \| 17. Januar 2004 – 27. Februar 2004 6 Wochen \| 6 \| Dido \| Life for Rent \| – \| \| 28. Februar 2004 – 9. April 2004 6 Wochen (insgesamt 8) \| 8 \| Norah Jones \| Feels Like Home \| – \| \| 10. April 2004 – 16. April 2004 1 Woche \| 1 \| George Michael \| Patience \| – \| \| 17. April 2004 – 23. April 2004 1 Woche (insgesamt 8) \| 8 \| Norah Jones \| Feels Like Home \| – \| \| 24. April 2004 – 21. Mai 2004 4 Wochen (insgesamt 6) \| 6 \| Anastacia \| Anastacia \| – \| \| 22. Mai 2004 – 28. Mai 2004 1 Woche (insgesamt 8) \| 8 \| Norah Jones \| Feels Like Home \| – \| \| 29. Mai 2004 – 4. Juni 2004 1 Woche \| 1 \| Alanis Morissette \| So-Called Chaos \| – \| \| 5. Juni 2004 – 11. Juni 2004 1 Woche (insgesamt 3) \| 3 \| DJ Tiësto \| Just Be \| – \| \| 12. Juni 2004 – 18. Juni 2004 1 Woche \| 1 \| René Froger \| The Platinum Edition \| – \| \| 19. Juni 2004 – 2. Juli 2004 2 Wochen (insgesamt 3) \| 3 \| DJ Tiësto \| Just Be \| – \| \| 3. Juli 2004 – 16. Juli 2004 2 Wochen \| 2 \| Boris \| Rely on Me \| – \| \| 17. Juli 2004 – 13. August 2004 4 Wochen \| 4 \| Counting Crows \| Films About Ghost: The Best Of … \| – \| \| 14. August 2004 – 27. August 2004 2 Wochen (insgesamt 6) \| 6 \| Anastacia \| Anastacia \| – \| \| 28. August 2004 – 17. September 2004 3 Wochen \| 3 \| Musical \| Mamma Mia! \| – \| \| 18. September 2004 – 1. Oktober 2004 2 Wochen \| 2 \| K3 \| De wereld rond \| – \| \| 2. Oktober 2004 – 8. Oktober 2004 1 Woche \| 1 \| Acda en De Munnik \| Liedjes van Lenny \| – \| \| 9. Oktober 2004 – 22. Oktober 2004 2 Wochen (insgesamt 3) \| 3 \| André Hazes \| 25 jaar – Het allerbeste van … \| – \| \| 23. Oktober 2004 – 29. Oktober 2004 1 Woche \| 1 \| Frans Bauer \| Daar heb je vrienden voor \| – \| \| 30. Oktober 2004 – 19. November 2004 3 Wochen (insgesamt 5) \| 5 \| Robbie Williams \| Greatest Hits \| – \| \| 20. November 2004 – 26. November 2004 1 Woche \| 1 \| Andrea Bocelli \| Andrea \| – \| \| 27. November 2004 – 3. Dezember 2004 1 Woche \| 1 \| Within Temptation \| The Silent Force \| – \| \| 4. Dezember 2004 – 17. Dezember 2004 2 Wochen (insgesamt 4) \| 4 \| U2 \| How to Dismantle an Atomic Bomb \| – \| \| 18. Dezember 2004 – 28. Januar 2005 6 Wochen (insgesamt 12) \| 12 \| Anouk \| Hotel New York \| – \| |                                                |                                                |                                                |                           |
| ← 2003 |                                                |                                                |                                                | → 2005 →                  |
| Zeitraum | Wo. ges.                                       | Interpret                                      | Titel                                          | Zusätzliche Informationen |
| (Zeitraum, Wochen auf Platz eins, Interpret, Titel, zusätzliche Informationen) |                                                |                                                |                                                |                           |
| 18. Oktober 2003 – 16. Januar 2004 13 Wochen | 13                                             | Frans Bauer                                    | ’N ons geluk                                   | –                         |
| 17. Januar 2004 – 27. Februar 2004 6 Wochen | 6                                              | Dido                                           | Life for Rent                                  | –                         |
| 28. Februar 2004 – 9. April 2004 6 Wochen (insgesamt 8) | 8                                              | Norah Jones                                    | Feels Like Home                                | –                         |
| 10. April 2004 – 16. April 2004 1 Woche | 1                                              | George Michael                                 | Patience                                       | –                         |
| 17. April 2004 – 23. April 2004 1 Woche (insgesamt 8) | 8                                              | Norah Jones                                    | Feels Like Home                                | –                         |
| 24. April 2004 – 21. Mai 2004 4 Wochen (insgesamt 6) | 6                                              | Anastacia                                      | Anastacia                                      | –                         |
| 22. Mai 2004 – 28. Mai 2004 1 Woche (insgesamt 8) | 8                                              | Norah Jones                                    | Feels Like Home                                | –                         |
| 29. Mai 2004 – 4. Juni 2004 1 Woche | 1                                              | Alanis Morissette                              | So-Called Chaos                                | –                         |
| 5. Juni 2004 – 11. Juni 2004 1 Woche (insgesamt 3) | 3                                              | DJ Tiësto                                      | Just Be                                        | –                         |
| 12. Juni 2004 – 18. Juni 2004 1 Woche | 1                                              | René Froger                                    | The Platinum Edition                           | –                         |
| 19. Juni 2004 – 2. Juli 2004 2 Wochen (insgesamt 3) | 3                                              | DJ Tiësto                                      | Just Be                                        | –                         |
| 3. Juli 2004 – 16. Juli 2004 2 Wochen | 2                                              | Boris                                          | Rely on Me                                     | –                         |
| 17. Juli 2004 – 13. August 2004 4 Wochen | 4                                              | Counting Crows                                 | Films About Ghost: The Best Of …               | –                         |
| 14. August 2004 – 27. August 2004 2 Wochen (insgesamt 6) | 6                                              | Anastacia                                      | Anastacia                                      | –                         |
| 28. August 2004 – 17. September 2004 3 Wochen | 3                                              | Musical                                        | Mamma Mia!                                     | –                         |
| 18. September 2004 – 1. Oktober 2004 2 Wochen | 2                                              | K3                                             | De wereld rond                                 | –                         |
| 2. Oktober 2004 – 8. Oktober 2004 1 Woche | 1                                              | Acda en De Munnik                              | Liedjes van Lenny                              | –                         |
| 9. Oktober 2004 – 22. Oktober 2004 2 Wochen (insgesamt 3) | 3                                              | André Hazes                                    | 25 jaar – Het allerbeste van …                 | –                         |
| 23. Oktober 2004 – 29. Oktober 2004 1 Woche | 1                                              | Frans Bauer                                    | Daar heb je vrienden voor                      | –                         |
| 30. Oktober 2004 – 19. November 2004 3 Wochen (insgesamt 5) | 5                                              | Robbie Williams                                | Greatest Hits                                  | –                         |
| 20. November 2004 – 26. November 2004 1 Woche | 1                                              | Andrea Bocelli                                 | Andrea                                         | –                         |
| 27. November 2004 – 3. Dezember 2004 1 Woche | 1                                              | Within Temptation                              | The Silent Force                               | –                         |
| 4. Dezember 2004 – 17. Dezember 2004 2 Wochen (insgesamt 4) | 4                                              | U2                                             | How to Dismantle an Atomic Bomb                | –                         |
| 18. Dezember 2004 – 28. Januar 2005 6 Wochen (insgesamt 12) | 12                                             | Anouk                                          | Hotel New York                                 | –                         |

## Jahreshitparaden
| ← 2003 ← | Liste der Nummer-eins-Hits in den Niederlanden | Liste der Nummer-eins-Hits in den Niederlanden | Liste der Nummer-eins-Hits in den Niederlanden | 2005 →   |
| \| Singles \| Position# \| Alben \| \| ------------------------------------------------------------------------------------------------------------------------------------------------------------------ \| --------- \| ------------------------------------------ \| \| Dragostea din tei O-Zone Dan Mihai Bălan \| 1 \| Feels Like Home Norah Jones \| \| Holiday in Spain Counting Crows & Bløf Adam Fredric Duritz, Abraham J. P. Peter Slager \| 2 \| Anastacia \| \| Push Up Freestylers Theodorakis Finian Constantine Brehony, Reza Safinia, Larry Troutman, Roger Troutman, Matthew David Cantor, Aston Harvey \| 3 \| 25 jaar – Het allerbeste van … André Hazes \| \| Ik ben je zat Ali B feat. Brace Musik: Claudio M. Blackman, Emmanuel Freeman; Text: Ali Bouali \| 4 \| Life for Rent Dido \| \| Superstar Jamelia Joseph Belmaati, Mich Hansen, Remee Sigvardt Jackman \| 5 \| The Diary of Alicia Keys Alicia Keys \| \| Sick and Tired Anastacia Dallas L. Austin, Basil Glen Ballard Jr., Anastacia Lyn Newkirk \| 6 \| Greatest Hits Robbie Williams \| \| Love Comes Again Tiësto feat. BT Tijs Michiel Verwest, Brian Wayne Transeau \| 7 \| How to Dismantle an Atomic Bomb U2 \| \| Wat zou je doen – live in de Kuip Marco Borsato & Ali B Musik: Antonius S. M. Dijkman, Ferry Gijsbertus van Leeuwen; Text: Ali Bouali \| 8 \| Confessions Usher \| \| Left Outside Alone Anastacia Anastacia Lyn Newkirk, Dallas L. Austin, Basil Glen Ballard Jr. \| 9 \| Greatest Hits Guns N’ Roses \| \| Yeah! Usher feat. Lil Jon & Ludacris James Elbert Phillips, LaMarquis Jefferson, Jonathan H. Smith, Patrick Michael Smith, Christopher Brian Bridges, Sean Garrett \| 10 \| Fallen Evanescence \| |                                                |                                                |                                                |          |
| ← 2003 |                                                |                                                |                                                | → 2005 → |
| Singles | Position#                                      | Alben                                          |                                                |          |
| Dragostea din tei O-Zone Dan Mihai Bălan | 1                                              | Feels Like Home Norah Jones                    |                                                |          |
| Holiday in Spain Counting Crows & Bløf Adam Fredric Duritz, Abraham J. P. Peter Slager | 2                                              | Anastacia                                      |                                                |          |
| Push Up Freestylers Theodorakis Finian Constantine Brehony, Reza Safinia, Larry Troutman, Roger Troutman, Matthew David Cantor, Aston Harvey | 3                                              | 25 jaar – Het allerbeste van … André Hazes     |                                                |          |
| Ik ben je zat Ali B feat. Brace Musik: Claudio M. Blackman, Emmanuel Freeman; Text: Ali Bouali | 4                                              | Life for Rent Dido                             |                                                |          |
| Superstar Jamelia Joseph Belmaati, Mich Hansen, Remee Sigvardt Jackman | 5                                              | The Diary of Alicia Keys Alicia Keys           |                                                |          |
| Sick and Tired Anastacia Dallas L. Austin, Basil Glen Ballard Jr., Anastacia Lyn Newkirk | 6                                              | Greatest Hits Robbie Williams                  |                                                |          |
| Love Comes Again Tiësto feat. BT Tijs Michiel Verwest, Brian Wayne Transeau | 7                                              | How to Dismantle an Atomic Bomb U2             |                                                |          |
| Wat zou je doen – live in de Kuip Marco Borsato & Ali B Musik: Antonius S. M. Dijkman, Ferry Gijsbertus van Leeuwen; Text: Ali Bouali | 8                                              | Confessions Usher                              |                                                |          |
| Left Outside Alone Anastacia Anastacia Lyn Newkirk, Dallas L. Austin, Basil Glen Ballard Jr. | 9                                              | Greatest Hits Guns N’ Roses                    |                                                |          |
| Yeah! Usher feat. Lil Jon & Ludacris James Elbert Phillips, LaMarquis Jefferson, Jonathan H. Smith, Patrick Michael Smith, Christopher Brian Bridges, Sean Garrett | 10                                             | Fallen Evanescence                             |                                                |          |